# Piotr Pyrdoł
Piotr Pyrdoł, né le 27 avril 1999 à Łódź en Pologne,  est un footballeur polonais qui évolue au poste d'attaquant au Wisła Płock.

## Biographie

### Carrière en club

#### ŁKS Łódź
Né à Łódź en Pologne, Piotr Pyrdoł est formé par le club de sa ville natale, le ŁKS Łódź avec qui il fait ses débuts en professionnel.
Le club est promu en première division et il découvre l'élite du football polonais lors de la saison 2019-2020, il y joue son premier match le 15 septembre 2019 face au Pogoń Szczecin. Son équipe s'incline sur le score de un but à zéro ce jour-là. 

#### Legia Varsovie
Le 10 janvier 2020, lors du mercato hivernal, Piotr Pyrdoł s'engage en faveur du Legia Varsovie pour un contrat courant jusqu'en juin 2022.
Il glane son premier titre en étant est sacré champion de Pologne en 2020.

### Wisła Płock
Le 26 août 2020, Piotr Pyrdoł rejoint le Wisła Płock.

### En sélection
Piotr Pyrdoł joue son premier match avec l'équipe de Pologne espoirs le 18 novembre 2019, en entrant en jeu lors d'un match perdu face au Monténégro (1-0). 

## Palmarès

### En club
Legia Varsovie
- Championnat de Pologne (1) :
  - Champion : 2019-20.